# 劳拉·柏翠丝
劳拉·柏翠丝（英語：Laura Poitras，/ˈpɔɪtrəs/，1964年2月2日—）是一名美国女性纪录片导演和制作人。2014年的《第四公民》获得奥斯卡最佳纪录片奖，2022的《美人们与流血事件》获得了第79届威尼斯影展金狮奖。
她还获得过2012年麦克阿瑟奖，也是新聞自由基金會创始成员之一。2014年因独立新闻调查而获得哈佛大学尼曼新闻基金会授予的以撒多·史東奖。

## 主要电影
- Exact Fantasy (1995)
- Flag Wars (2003)
- Oh Say Can You See... (2003)
- My Country, My Country (2006)获得奥斯卡最佳纪录片提名
- The Oath (2010)
- 《第四公民》/Citizenfour (2014)
- Risk (2016)
- The Year of the Everlasting Storm (2021)
- Terror Contagion (2021)[10]
- 《美人们与流血事件》/All the Beauty and the Bloodshed (2022)